# Rinconadas de San Francisco
Rinconadas de San Francisco är en ort i Mexiko.   Den ligger i kommunen Mineral de la Reforma och delstaten Hidalgo, i den sydöstra delen av landet, 80 km nordost om huvudstaden Mexico City. Rinconadas de San Francisco ligger 2 360 meter över havet och antalet invånare är 1 011.
Terrängen runt Rinconadas de San Francisco är kuperad norrut, men söderut är den platt. Runt Rinconadas de San Francisco är det tätbefolkat, med 982 invånare per kvadratkilometer. Närmaste större samhälle är Pachuca de Soto, 6,7 km nordost om Rinconadas de San Francisco. Omgivningarna runt Rinconadas de San Francisco är i huvudsak ett öppet busklandskap.